# Ervin Mete
Ervin Mete (Ersekë, 13 settembre 1983) è un politico albanese.

## Biografia
È nato il 13 settembre 1983 ad Ersekë, nell'allora Repubblica Popolare Socialista d'Albania, da Bilbil, magistrato, e Rajmonda Mete.
Si è laureato in giurisprudenza nel 2006 presso l'Università di Tirana e ha proseguito gli studi conseguendo un master in diritto tributario presso la London School of Economics and Political Science nel 2009 e un master in diritto societario presso l'Università Harvard nel 2010.
Ha lavorato come consulente per la Banca Mondiale, per la Commissione europea e per il Programma delle Nazioni Unite per lo sviluppo (UNDP), facendo parte inoltre del gruppo di lavoro tra governo dell'Albania e Banca centrale per la riduzione dei crediti inesigibili nel sistema bancario. Insegna diritto tributario presso la Scuola dei magistrati.

### Carriera politica
Ha presieduto il Movimento G99, partito giovanile di centro-sinistra, alleato col Partito Socialista nella coalizione Unione per il Cambiamento alle elezioni parlamentari del 2009 e nella coalizione Alleanza per un'Albania Europea alle successive elezioni del 2013. Dopo queste ultime consultazioni, è stato nominato Viceministro delle finanze nel primo governo di Edi Rama, rimanendo in carica fino al 22 maggio 2017.
Nel 2020 è stato nominato direttore dell'Autorità di supervisione finanziaria (AMF).
Il 4 settembre 2023 Edi Rama lo ha proposto come Ministro delle finanze e dell'economia in sostituzione di Delina Ibrahimaj e ha prestato giuramento il successivo 14 settembre. Dopo la riforma del suo dicastero nei primi mesi del 2024, la delega all'economia è passata al nuovo Ministero dell'economia, della cultura e dell'innovazione guidato da Blendi Gonxhja mentre il suo mandato come Ministro delle finanze si è concluso il 30 luglio 2024.

## Vita privata
È sposato e ha due figli. Parla fluentemente, oltre all'albanese, anche inglese e italiano.